# Военные праздники Сербии

Герб ВС Сербии

Военные праздники Сербии вместе с государственными праздниками и памятными историческими датами определены Законом о государственных и других праздниках, Законом о Вооружённых силах, указами Президента и Программой Министерства труда и социальной политики по празднованию важных исторических событий освободительных войн Сербии.
Всего в Сербии празднуются 84 праздника Вооружённых сил и Министерства обороны. Кроме Дня Вооружённых сил, остальные праздники разделены на четыре категории:
- праздники видов Вооружённых сил Сербии
- праздники родов Вооружённых сил Сербии
- праздники служб Вооружённых сил Сербии
- праздники частей и институтов Министерства обороны и Вооружённых сил

По месяцам года военные праздники, отмечаемые Армией и Министерством обороны, распределены следующим образом: четыре в январе, восемь в феврале, пять в марте, два в апреле, четыре в мае, три в июне, четыре в июле, четыре в августе, пятнадцать в сентябре, семь в октябре, двадцать пять в ноябре, три в декабре.
Всего в Сербии по состоянию на 1 января 2019 года официально утверждены 84 военных праздника.

## Список праздников

### Праздник Вооружённых сил Сербии
| Название                                            | Дата празднования | Комментарий                                                 | Примечания |
| --------------------------------------------------- | ----------------- | ----------------------------------------------------------- | ---------- |
| День Вооружённых сил Сербии серб. Дан Војске Србије | 23 апреля         | В этот день в 1815 году началось Второе сербское восстание. | [ 3 ]      |

### Праздники видов Вооружённых сил Сербии
| Название                                                                      | Дата празднования | Комментарий | Примечания        |
| ----------------------------------------------------------------------------- | ----------------- | --- | ----------------- |
| День Сухопутных войск серб. Дан Копнене војске                                | 16 ноября         | В этот день в 1914 году началось одно из крупнейших сражений Балканского театра Первой мировой войны — Колубарская битва. Со стороны Сербии в ней участвовали одиннадцать пехотных и одна кавалерийская дивизия, поддержку которым оказывали 426 артиллерийских орудий. | [ 1 ] [ 2 ] [ 4 ] |
| День ВВС и ПВО серб. Дан Ратног ваздухопловства и противваздухопловне одбране | 24 декабря        | В этот день в 1912 году воевода Радомир Путник опубликовал Решение о формировании Командования ВВС, которое было размещено в Нише. Сербия стала одной из первых пятнадцати стран, создавших ВВС и одной из первых пяти, кто применил их в боевых действиях.             | [ 1 ] [ 2 ] [ 5 ] |

### Праздники родов Вооружённых сил Сербии
| Название | Дата празднования | Комментарий | Примечания         |
| --- | ----------------- | --- | ------------------ |
| День авиации серб. Дан авијације                                                                                      | 2 августа         | В этот день в 1893 году король Александр I Обренович постановил создать авиационные отделения в каждой дивизии, которые стали первыми авиационными подразделениями в сербской армии. | [ 1 ] [ 2 ] [ 6 ]  |
| День речных подразделений серб. Дан речних јединица                                                                   | 6 августа         | В этот день в 1915 году на верфи в Чукарице на воду был спущен «Ядар» — первый сербский боевой корабль, положивший начало Речной флотилии.                                           | [ 1 ] [ 2 ] [ 7 ]  |
| День артиллерии серб. Дан артиљерије                                                                                  | 14 сентября       | В этот день в 1918 году началась артиллерийская подготовка прорыва Салоникского фронта. Выстрелы около 2000 орудий ознаменовали начало атаки войск союзников.                        | [ 1 ] [ 2 ] [ 8 ]  |
| День артиллерийско-ракетных подразделений ПВО серб. Дан артиљеријско-ракетних јединица за противваздухопловна дејства | 30 сентября       | В этот день в 1915 году во время бомбардировки немецкой авиацией Крагуеваца артиллерист Радое «Рака» Лютовац впервые в истории сербской армии сбил самолет противника.               | [ 1 ] [ 2 ] [ 9 ]  |
| День бронетанковых войск серб. Дан оклопних јединица                                                                  | 31 октября        | В этот день в 1941 году партизанские и четнические отряды впервые применили два танка в бою против немецких войск.                                                                   | [ 1 ] [ 2 ] [ 10 ] |
| День инженерных войск серб. Дан инжињерије                                                                            | 6 ноября          | В этот день в 1865 году понтонные и инженерные формирования были выведены из состава артиллерии в особый род войск.                                                                  | [ 1 ] [ 2 ] [ 11 ] |
| День подразделений РЭР и РЭБ серб. Дан јединица за електронска дејства                                                | 11 ноября         | В этот день в 1946 году в Нише было сформировано первое в армии подразделение РЭР и РЭБ.                                                                                             | [ 1 ] [ 2 ]        |
| День пехоты серб. Дан пешадије                                                                                        | 16 ноября         | Празднуется одновременно с Днем сухопутных войск и приурочен к дате начала Колубарской битвы.                                                                                        | [ 1 ] [ 2 ] [ 12 ] |

### Праздники служб Вооружённых сил Сербии
| Название                                                                                          | Дата празднования | Комментарий | Примечания  |
| ------------------------------------------------------------------------------------------------- | ----------------- | --- | ----------- |
| День музыкальной службы серб. Дан музичке службе                                                  | 10 января         | В этот день в 1845 году военный закон определил численность военного оркестра в 50 музыкантов. | [ 1 ] [ 2 ] |
| День геодезической службы серб. Дан геодетске службе                                              | 5 февраля         | В этот день в 1876 году князь Милан Обренович постановил сформировать Генеральный штаб ВС Сербии, одно из отделений которого было занималось военной географией.                                                                                  | [ 1 ] [ 2 ] |
| День службы информатики серб. Дан информатичке службе                                             | 21 февраля        | В этот день в 1963 году был создан Центр обработки данных. | [ 1 ] [ 2 ] |
| День разведывательной службы серб. Дан обавештајне службе                                         | 5 марта           | В этот день в 1884 году в оперативном отделении Генерального штаба был создан внешний отдел, занимавшийся сбором разведывательных данных о соседних странах и их вооруженных силах.                                                               | [ 1 ] [ 2 ] |
| День юридической службы серб. Дан правне службе                                                   | 10 мая            | В этот день в 1864 году в Сербии был принят Военный судебный кодекс, определявший организацию и деятельность военных судов. | [ 1 ] [ 2 ] |
| День службы воздушного наблюдения и предупреждения серб. Дан службе ваздушног осматрања и јављања | 18 июня           | В этот день в 1915 году сербское Верховное командование издало приказ о создании наблюдательных станций, которые занимались обнаружением самолетов противника и определением направления их полета.                                               | [ 1 ] [ 2 ] |
| День санитарной службы серб. Дан санитетске службе                                                | 30 июля           | В этот день в 1839 году впервые был назначен военный доктор. Соответствующий указ является первым официальным документом о деятельности санитарной службы в сербской армии.                                                                       | [ 1 ] [ 2 ] |
| День кадровой службы серб. Дан кадровске службе                                                   | 1 сентября        | Этот день является началом «кадрового года» в деятельности армейских отделов кадров. | [ 1 ] [ 2 ] |
| День военной полиции серб. Дан војне полиције                                                     | 14 сентября       | В этот день в 1955 году была создана военная полиция в Югославской народной армии. | [ 1 ] [ 2 ] |
| День интендантской службы серб. Дан интендантске службе                                           | 14 сентября       | В этот день в 1885 году военный министр Сербии полковник Йован Петрович опубликовал постановление о Главном интендантстве. | [ 1 ] [ 2 ] |
| День технической службы серб. Дан техничке службе                                                 | 15 сентября       | В этот день в 1891 году на пороховом заводе «Обиличево» близ Крушеваца было начато производство бездымного пороха, что позволило начать выпуск новых боеприпасов на заводе «Застава».                                                             | [ 1 ] [ 2 ] |
| День транспортной службы серб. Дан саобраћајне службе                                             | 15 сентября       | В этот день король Сербии Петр I Карагеоргиевич приказал сформировать транспортную службу в армии. | [ 1 ] [ 2 ] |
| День службы телекоммуникаций серб. Дан службе телекомуникација                                    | 20 сентября       | В этот день в 1916 году престолонаследник Александр Карагеоргиевич одобрил Постановление о военном телеграфе, согласно которому подразделения связи были выведены из состава инженерных формирований в самостоятельный род войск.                 | [ 1 ] [ 2 ] |
| День службы РХБЗ серб. Дан атомско-биолошко-хемијске службе                                       | 28 сентября       | В этот день в 1932 году при заводе «Обиличево» был создан первый в Сербии батальон химической защиты. | [ 1 ] [ 2 ] |
| День военных парашютистов серб. Дан војних падобранаца                                            | 14 октября        | В этот день в 1944 году югославские партизаны сформировали 1-й воздушно-десантный батальон. | [ 1 ] [ 2 ] |
| День ветеринарной службы серб. Дан ветеринарске службе                                            | 1 ноября          | В этот день в 1851 году был назначен первый начальник ветеринарной службы армии. | [ 1 ] [ 2 ] |
| День метеорологической и навигационной службы серб. Дан метеоролошке и навигацијске службе        | 1 ноября          | В этот день в 1923 году в Петроварадине была основана метеорологическая секция Первого командования ВВС. | [ 1 ] [ 2 ] |
| День строительной службы серб. Дан грађевинске службе                                             | 8 ноября          | Отмечается в Сербии в рамках Международного дня урбанизма. | [ 1 ] [ 2 ] |
| День финансовой службы серб. Дан финансијске службе                                               | 8 ноября          | В этот день в 1944 году югославские партизаны создали в НОАЮ финансовую службу. | [ 1 ] [ 2 ] |
| День религиозной службы серб. Дан верске службе                                                   | 12 ноября         | В этот день в 1839 году Военным законом был определен порядок деятельности религиозной службы в армии Княжества Сербии. | [ 1 ] [ 2 ] |
| День службы безопасности серб. Дан безбедносне службе                                             | 12 ноября         | В этот день в 1839 году Военный закон определил угрозы безопасности армии и порядок контрразведывательной защиты. | [ 1 ] [ 2 ] |
| День военных ветеранов серб. Дан војних ветерана                                                  | 4 декабря         | В этот день в 1912 году участниками Первой балканской войны было подписано перемирие. После окончания боевых действий около 400 000 сербских солдат получили статус ветеранов, заботу о нуждах которых взяло на себя Военное министерство Сербии. | [ 1 ] [ 2 ] |

### Праздники частей и институтов Министерства обороны и Вооружённых сил
| Название | Дата празднования | Комментарий | Примечания  |
| --- | ----------------- | --- | ----------- |
| День военного госпиталя «Ниш» серб. Дан Војне болнице «Ниш»                                                                            | 22 января         | В этот день в 1878 году был создан военный госпиталь в Нише. | [ 1 ] [ 2 ] |
| День медиа-центра «Одбрана» серб. Дан Медија центра «Одбрана»                                                                          | 24 января         | В этот день в 1879 году был опубликован первый номер журнала «Ратник» | [ 1 ] [ 2 ] |
| День Четвертой бригады Сухопутных войск серб. Дан Четврте бригаде Копнене војске                                                       | 31 января         | В этот день Вране был освобожден сербской армией от османских войск. Также 31 января праздновались День Первого пехотного полка и День 78-й моторизованной бригады. | [ 1 ] [ 2 ] |
| День военно-географического института серб. Дан Војногеографског института                                                             | 5 февраля         | В этот день в 1876 году князь Милан Обренович постановил сформировать Генеральный штаб ВС Сербии, одно из отделений которого было занималось военной географией. | [ 1 ] [ 2 ] |
| День Военного архива серб. Дан Војног архива                                                                                           | 5 февраля         | В этот день в 1876 году князь Милан Обренович постановил сформировать Генеральный штаб ВС Сербии, одно из отделений которого занималось вопросами военной истории, а также было ответственно за сохранение документов и управление Библиотекой Генерального штаба.                                                                                     | [ 1 ] [ 2 ] |
| День Института стратегических исследований серб. Дан Института за стратегијска истраживања                                             | 5 февраля         | В этот день в 1876 году князь Милан Обренович постановил сформировать Генеральный штаб ВС Сербии, одно из отделений которого занималось вопросами военной истории. Позднее его деятельности и традиции продолжил Военно-исторический институт, который вместе с Институтом военного искусства был преобразован в Институт стратегических исследований. | [ 1 ] [ 2 ] |
| День центра командно-информационных систем серб. Дан Центра за командно-информационе системе и информатичку подршку                    | 21 февраля        | В этот день в 1963 году был создан Центр обработки данных. | [ 1 ] [ 2 ] |
| День Университета обороны серб. Дан Универзитета одбране                                                                               | 24 февраля        | В этот день в 2011 году Правительство Сербии постановило создать Университет обороны. | [ 1 ] [ 2 ] |
| День Инспектората обороны серб. Дан Инспектората одбране                                                                               | 26 февраля        | В этот день в 1911 году король Петр I Карагеоргиевич основал Военную инспекцию. | [ 1 ] [ 2 ] |
| День Военно-медицинской академии серб. Дан Војномедицинске академије                                                                   | 2 марта           | В этот день в 1844 году князь Александр Карагеоргиевич постановил создать больницу Центральной армии. | [ 1 ] [ 2 ] |
| День Военно-разведывательного агентства серб. Дан Војнообавештајне агенције                                                            | 5 марта           | В этот день в 1884 году в оперативном отделении Генерального штаба был создан внешний отдел, занимавшийся сбором разведывательных данных о соседних странах и их вооруженных силах. | [ 1 ] [ 2 ] |
| День Военной академии серб. Дан Војне академије                                                                                        | 18 марта          | В этот день в 1850 году князь Александр Карагеоргиевич одобрил проект организации Артиллерийской школы, которая занималась подготовкой офицерских кадров для Армии. В 1880 году она была преобразована в Военную академию. | [ 1 ] [ 2 ] |
| День Техническо-испытательного центра серб. Дан Техничког опитног центра                                                               | 22 марта          | В этот день в 1973 году Техническо-испытательный центр Сухопутных войск начал тестирование вооружений и снаряжения Армии. | [ 1 ] [ 2 ] |
| День Учебно-симуляционного центра серб. Дан Центра за обуку путем симулација                                                           | 16 апреля         | В этот день в 2011 году был сформирован Учебно-симуляционный центр Армии. | [ 1 ] [ 2 ] |
| День Центра математики и электроники серб. Дан Центра за примењену математику и електронику                                            | 5 мая             | В этот день в 1967 году был создан Шифровальный центр. | [ 1 ] [ 2 ] |
| День военного издательства «Белград» серб. Дан Војне штампарије «Београд»                                                              | 6 мая             | В этот день в 1898 году король Александр I Обренович постановил создать типографию в Географическом отделении Военного министерства. | [ 1 ] [ 2 ] |
| День Гвардии серб. Дан Гарде | 6 мая             | В этот день в 1830 году князь Милош Обренович издал приказ о формировании Гвардии. | [ 1 ] [ 2 ] |
| День Центра военно-медицинских организаций «Белград» серб. Дан Центра војномедицинских установа Београд                                | 9 июня            | В этот день в 1922 году был сформирован Центра военно-медицинских организаций «Белград». | [ 1 ] [ 2 ] |
| День 126-й бригады воздушного наблюдения серб. Дан 126. бригаде ваздушног осматрања, јављања и навођења                                | 18 июня           | В этот день в 1915 году сербское Верховное командование издало приказ о создании наблюдательных станций, которые занимались обнаружением самолетов противника и определением направления их полета. | [ 1 ] [ 2 ] |
| День Авиационного института «Мома Станойлович» серб. Дан Ваздухопловног завода «Мома Станојловић»                                      | 1 июля            | В этот день в 1916 году Штаб Верховного командования постановил сформировать мастерскую по ремонту аэропланов на аэродроме Микра близ Салоник. | [ 1 ] [ 2 ] |
| День Дирекции по стандартизации, кодификации и метрологии серб. Дан Дирекције за стандардизацију, кодификацију и метрологију           | 5 июля            | В этот день в 1863 году Артиллерийское управление приняло первый стандарт «Администрация всех технических заведения, составляющих технические органы». | [ 1 ] [ 2 ] |
| День Второй бригады Сухопутных войск серб. Дан Друге бригаде Копнене војске                                                            | 12 июля           | В этот день в 1805 году сербские повстанцы под руководством Карагеоргия выбили османские войска из Кралева. | [ 1 ] [ 2 ] |
| День Речной флотилии серб. Дан Речне флотиле                                                                                           | 6 августа         | В этот день в 1915 году на верфи в Чукарице на воду был спущен «Ядар» — первый сербский боевой корабль, положивший начало Речной флотилии. | [ 1 ] [ 2 ] |
| День Военного музея серб. Дан Војног музеја                                                                                            | 22 августа        | В этот день в 1878 году князь Милан Обренович основал Военный музей. | [ 1 ] [ 2 ] |
| День Смешанной артиллерийской бригады серб. Дан Мешовите артиљеријске бригада                                                          | 14 сентября       | В этот день в 1918 году началась артиллерийская подготовка прорыва Салоникского фронта. Выстрелы около 2000 орудий ознаменовали начало атаки войск союзников. | [ 1 ] [ 2 ] |
| День Бригады связи серб. Дан Бригаде везе                                                                                              | 20 сентября       | В этот день в 1916 году престолонаследник Александр Карагеоргиевич одобрил Постановление о военном телеграфе, согласно которому подразделения связи были выведены из состава инженерных формирований в самостоятельный род войск. | [ 1 ] [ 2 ] |
| День ансамбля искусств Министерства обороны «Станислав Бинички» серб. Дан Уметничког ансамбла Министарства одбране «Станислав Бинички» | 26 сентября       | В этот день в 1899 году согласно решению Военного министра был основал Белградский военный оркестр. | [ 1 ] [ 2 ] |
| День Техническо-ремонтного завода «НХ Ђурђе Димитријевић Ђура» серб. Дан Техничког ремонтног завода «НХ Ђурђе Димитријевић Ђура»       | 26 сентября       | В этот день в 1950 году была создана военная мастерская как специальный институт армейской технической службы. | [ 1 ] [ 2 ] |
| День Специальной бригады серб. Дан Специјалне бригаде                                                                                  | 29 сентября       | В этот день в 2006 году согласно решению Министра обороны была создана Специальная бригада. | [ 1 ] [ 2 ] |
| День техническо-ремонтного завода «Чачак» серб. Дан Техничког ремонтног завода «Чачак»                                                 | 30 сентября       | В этот день в 1925 году Государственный совет Королевства СХС недвижимое имущество общины Чачак было передано Министерству армии и флота для строительства Инженерно-технического завода. | [ 1 ] [ 2 ] |
| День Третьей бригады Сухопутных войск серб. Дан Треће бригаде Копнене војске                                                           | 7 октября         | В этот день в 1912 году Второй пехотный полк «Князь Михайло» (первой мобилизации) Моравской дивизии отправился на фронт. | [ 1 ] [ 2 ] |
| День Третьего учебного центра серб. Дан Трећег центра за обуку                                                                         | 7 октября         | В этот день в 1918 году сербская армия вошла в Лесковац. | [ 1 ] [ 2 ] |
| День Второго учебного центра серб. Дан Другог центра за обуку                                                                          | 15 октября        | В этот день в 1918 году сербская армия освободила Валево. | [ 1 ] [ 2 ] |
| День Штаба развития Расинской бригады серб. Дан Команде за развој Расинске бригаде                                                     | 19 октября        | В этот день в 1918 году сербская армия освободила Крушевац. | [ 1 ] [ 2 ] |
| День Штаба развития Тимокской бригады серб. Дан Команде за развој Тимочке бригаде                                                      | 19 октября        | В этот день в 1918 году освобожден Заечар. | [ 1 ] [ 2 ] |
| День Штаба развития Белградской бригады серб. Дан Команде за развој Београдске бригаде                                                 | 1 ноября          | В этот день в 1918 году Первая сербская армия освободила Белград. | [ 1 ] [ 2 ] |
| День Военно-технического института серб. Дан Војнотехничког института                                                                  | 3 ноября          | В этот день в 1948 году Министерство народной обороны ФНРЮ начало формирование Военно-технического института. | [ 1 ] [ 2 ] |
| День Первой бригады Сухопутных войск серб. Дан Прве бригаде Копнене војске                                                             | 9 ноября          | В этот день сербская армия вошла в Нови-Сад. | [ 1 ] [ 2 ] |
| День 224-го центра РЭБ серб. Дан 224. центра за електронска дејства                                                                    | 11 ноября         | В этот день в 1946 году в Нише было сформировано первое в армии подразделение РЭР и РЭБ. | [ 1 ] [ 2 ] |
| День Военно-медицинского центра «Нови-Сад» серб. Дан Војномедицинског центра Нови Сад                                                  | 11 ноября         | В этот день в 1919 году начала работу больница в Петроварадине. | [ 1 ] [ 2 ] |
| День Института авиационной медицины серб. Дан Ваздухопловномедицинског института                                                       | 11 ноября         | В этот день в 1945 году был образован Центр авиационной медицины. | [ 1 ] [ 2 ] |
| День Агентства военной безопасности серб. Дан Војнобезбедносне агенције                                                                | 12 ноября         | В этот день в 1839 году Военный закон определил угрозы безопасности армии и порядок контрразведывательной защиты. | [ 1 ] [ 2 ] |
| День Первого учебного центра серб. Дан Првог центра за обуку                                                                           | 13 ноября         | В этот день в 1918 году сербская армия вошла в Сомбор. | [ 1 ] [ 2 ] |
| День Военного киноцентра «Застава филм» серб. Дан Војнофилмског центра «Застава филм»                                                  | 14 ноября         | В этот день в 1948 году при Политическом управлении было создано Отделение фильмов югославской армии. | [ 1 ] [ 2 ] |
| День Учебного центра Сухопутных войск серб. Дан Центра за обуку Копнене војске                                                         | 16 ноября         | В этот день в 1914 году началась Колубарская битва. | [ 1 ] [ 2 ] |
| День Центральной логистической базы серб. Дан Централне логистичка базе                                                                | 16 ноября         | В этот день в 1992 году была сформирована 608-я база тылового обеспечения. | [ 1 ] [ 2 ] |
| День Центра миротворческих операций серб. Дан Центра за мировне операције                                                              | 17 ноября         | В этот день в 1956 году 44 офицера Югославской народной армии были отправлены на Синай в рамках миротворческой миссии. | [ 1 ] [ 2 ] |
| День Штаба развития Банатской бригады серб. Команда за развој Банатске бригаде                                                         | 17 ноября         | В этот день в 1918 году сербская армия вошла в Зренянин. | [ 1 ] [ 2 ] |
| День 250-й ракетной бригады ПВО серб. Дан 250. ракетне бригада за противваздухопловна дејства                                          | 24 ноября         | В этот день в 1962 году была сформирована 250-я ракетная бригада ПВО | [ 1 ] [ 2 ] |
| День 98-й авиабригады серб. Дан 98. ваздухопловне бригаде                                                                              | 28 ноября         | В этот день в 1949 году образован 98-й истребительно-бомбардировочный авиаполк. | [ 1 ] [ 2 ] |
| День 204-й авиабригады серб. Дан 204. ваздухопловне бригаде                                                                            | 2 декабря         | В этот день в 1949 году сформирован 204-й истребительный авиаполк. | [ 1 ] [ 2 ] |